# Wurbauerkogel
Wurbauerkogel är en bergstopp i Österrike.   Den ligger i distriktet Kirchdorf och förbundslandet Oberösterreich, i den centrala delen av landet, 160 km väster om huvudstaden Wien. Toppen på Wurbauerkogel är 847 meter över havet, eller 27 meter över den omgivande terrängen. Bredden vid basen är 0,36 km.
Terrängen runt Wurbauerkogel är bergig åt sydväst, men åt nordost är den kuperad. Närmaste större samhälle är Molln, 18,9 km norr om Wurbauerkogel. 
I omgivningarna runt Wurbauerkogel växer i huvudsak blandskog. Runt Wurbauerkogel är det ganska glesbefolkat, med 43 invånare per kvadratkilometer.